# Bernard Zabłocki
Bernard Zabłocki (ur. 19 grudnia 1906?/1 stycznia 1907 w Nowogródku, zm. 14 marca 2002 w Delcie w prowincji Kolumbia Brytyjska w Kanadzie) – polski profesor nauk medycznych, specjalista w dziedzinie mikrobiologii i immunologii. Wykładowca i profesor na Uniwersytecie Łódzkim, a także na miejscowej Akademii Medycznej. Członek korespondent Polskiej Akademii Nauk od 1965 roku, w poczet członków rzeczywistych tej instytucji został przyjęty w 1973.
Wsławił się wyodrębnieniem endotoksyny pałeczki duru brzusznego (1934) oraz określeniem jej struktury chemicznej.

## Życiorys
Absolwent studiów chemicznych na Uniwersytecie Wileńskim, ukończył także studia medyczne na Uniwersytecie Warszawskim. Początkowo pracował w Państwowym Zakładzie Higieny (dzisiejszy Narodowy Instytut Zdrowia Publicznego – Państwowy Zakład Higieny), w czasie II wojny światowej był żołnierzem i lekarzem w partyzantce radzieckiej. Swoje późniejsze życie zawodowe związał z Łodzią, gdzie był między innymi kierownikiem Katedry Mikrobiologii UŁ. W latach 1974–1982 był prezesem Łódzkiego Towarzystwa Naukowego.
W 1980 roku przyznano mu tytuł doktora honoris causa Uniwersytetu Łódzkiego.
Zmarł 14 marca 2002 w Kanadzie w wieku 95 lat.

## Książki
Bernard Zabłocki jest autorem lub współautorem następujących publikacji książkowych:
- Badania nad układem hialuronidaza kwas hialuronowy[8]
- Podstawy chemii bakteryjnej[9]
- Podstawy współczesnej immunobiologii[10]
- Zarys immunologii[11]
- Teoretyczne podstawy immunopatologii[12]
- Bakterie i wirusy chorobotwórcze człowieka[13]